# 東京都サッカートーナメント
東京都サッカートーナメント（とうきょうとサッカートーナメント）は、東京都で開催されるサッカーのトーナメント大会である。天皇杯 JFA 全日本サッカー選手権大会の東京都代表決定戦を兼ねる。

## 主催・主管団体
- 主催：公益財団法人東京都サッカー協会[1]
- 主管：公益財団法人東京都サッカー協会 1種委員会
- 共催：共同通信社、東京新聞
- 協力：モルテン

## 出場資格
東京都社会人サッカー連盟、東京都自治体職員サッカー連盟、関東大学サッカー連盟、東京都大学サッカー連盟に所属するチームが参加資格を有する。

## 予選方式
社会人系の部、学生系の部をそれぞれ勝ち抜いた各2チーム、合計4チームによるトーナメントで争われる。
第1種チームのうち、J3リーグ、日本フットボールリーグ（JFL）、関東サッカーリーグおよび関東大学サッカーリーグ所属チームは、社会人系・学生系のそれぞれの代表決定戦前の各予選を免除され、相当のシード扱いになる。該当チームが無い場合はシードチームなしか、予選直前の成績上位チームをそれに充てる。

### 社会人系の部

#### 東京都社会人サッカーチャンピオンシップ1次戦
東京都社会人サッカーリーグおよび東京都自治体職員サッカー連盟、市区町サッカー連盟から以下のチームが参加し、複数ブロックによるトーナメントを行う。ただし、出場チーム数は年度により異なる。新型コロナウイルスの影響により、2021年・2022年は開催中止。2023年以降は出場チームを縮小して開催している。
- 東京都リーグ1部：全チーム
- 東京都リーグ2部：各ブロック上位3チーム
- 東京都リーグ3部：各ブロック上位2チーム
- 東京都リーグ4部：各ブロック優勝チーム
- 自治体連盟：2チーム
- 市区町連盟：16チーム

同大会は全国社会人サッカー選手権大会の東京都予選を兼ねる。

#### 東京都社会人サッカーチャンピオンシップ2次戦
1次戦の各ブロック優勝チームおよび、前年度関東サッカーリーグ所属チームによるトーナメントを行い、上位2チームが決定戦に進出。

#### 東京都社会人サッカーチャンピオンシップ決定戦
2次戦の上位2チームおよび、JFLに所属する2チームが対戦し、勝利した2チームが社会人系の部代表となる。

### 学生系の部

#### 東京都大学サッカー連盟予選（1次予選）
東京都大学サッカー連盟所属校のうち、関東大学サッカーリーグ東京・神奈川に所属するチームが参加する。2023年までは山梨県に所在する大学も参加していたが、東京都大学サッカーリーグが関東大学リーグ東京・神奈川に改組されたことに伴い、東京都に所在する大学のみに出場権が改められた。
また、2019年までは東京都専門学校サッカー連盟所属校にも参加資格があり、代表1校を選出する予選を行っていた。

#### 学生系の部予備予選
以下のチームが参加し、複数ブロックによるトーナメントを行う。
- 関東大学リーグ2部・3部所属校
- 東京都大学サッカー連盟予選代表校

#### 学生系の部予選
以下のチームが参加し、2ブロックによるトーナメントを行い学生系の部代表2校を選出する。
- 関東大学リーグ1部所属校
- 予備予選代表校

### 東京都サッカートーナメント
以下の4チームが参加し、天皇杯東京都代表を決定する。
- 東京都社会人サッカーチャンピオンシップ代表2チーム
- 学生系の部代表2校

## 試合方式
- 試合時間は90分間、インターバル15分。
- 勝敗が決しない場合、20分間（前後半各10分）で延長戦をおこない、未決の場合は、PK方式により勝敗を決定。

## 歴代決勝記録
| 回 | 年度 | 優勝                 | スコア             | 準優勝             | 第3位                | 第3位                    |
| -- | ---- | -------------------- | ------------------ | ------------------ | -------------------- | ------------------------ |
| 1  | 1996 | 青山学院大学         |                    | 日本体育大学       | 中央大学             | 明治大学                 |
| 2  | 1997 | 青山学院大学         |                    | 横河電機           | エリースFC東京       | 中央大学                 |
| 3  | 1998 | 明治大学             | 4-0                | 東京農業大学       | 横河電機             | 青梅FC                   |
| 4  | 1999 | 専修大学             | 2-0                | 慶應義塾大学       | 青梅FC               | 横河電機                 |
| 5  | 2000 | 横河電機             | 1-0                | 早稲田大学         | 佐川急便東京SC       | 日本大学                 |
| 6  | 2001 | 法政大学             | 1-0                | 横河電機           | 東京学芸大学         | 青梅FC                   |
| 7  | 2002 | 東京学芸大学         | 3-2                | 慶應義塾大学       | 青梅FC               | エリースFC東京           |
| 8  | 2003 | 佐川急便東京SC       | 3-0                | 横河武蔵野FC       | 亜細亜大学           | 国士舘大学               |
| 9  | 2004 | 佐川急便東京SC       | 5-0                | 横河武蔵野FC       | 中央大学             | 国士舘大学               |
| 10 | 2005 | 佐川急便東京SC       | 2-1 aet            | 横河武蔵野FC       | 法政大学             | 国士舘大学               |
| 11 | 2006 | 法政大学             | 5-2                | 駒澤大学           | 青梅FC               | 佐川急便東京SC           |
| 12 | 2007 | 明治大学             | 1-0                | FC町田ゼルビア     | 横河武蔵野FC         | 法政大学                 |
| 13 | 2008 | 国士舘大学           | 1-0                | 横河武蔵野FC       | FC町田ゼルビア       | 駒澤大学                 |
| 14 | 2009 | 明治大学             | 0-0 aet (PK 4 - 3) | 東京学芸大学       | FC町田ゼルビア       | T.F.S.C.                 |
| 15 | 2010 | 東京ヴェルディユース | 2-1 aet            | 横河武蔵野FC       | エリースFC東京       | 中央大学                 |
| 16 | 2011 | FC町田ゼルビア       | 1-1 aet (PK 5 - 4) | 専修大学           | 明治大学             | 横河武蔵野FC             |
| 17 | 2012 | 横河武蔵野FC         | 2-2 aet (PK 5 - 4) | 東京23FC           | 東京ヴェルディユース | 専修大学                 |
| 18 | 2013 | 横河武蔵野FC         | 2-0                | 日本体育大学       | 早稲田大学           | 東京23FC                 |
| 19 | 2014 | 明治大学             | 3-0                | 横河武蔵野FC       | FC町田ゼルビア       | FC東京U-18               |
| 20 | 2015 | FC町田ゼルビア       | 2-1                | 早稲田大学         | 東京23FC             | 東洋大学                 |
| 21 | 2016 | 早稲田大学           | 2-1                | 明治学院大学       | 東京武蔵野シティFC   | 日立ビルシステム         |
| 22 | 2017 | 国士舘大学           | 3-1                | 明治大学           | 東京武蔵野シティFC   | 東京23FC                 |
| 23 | 2018 | 駒澤大学             | 2-1                | 東京ユナイテッドFC | 東京武蔵野シティFC   | 東洋大学                 |
| 24 | 2019 | 明治大学             | 2-0                | 早稲田大学         | 東京武蔵野シティFC   | 東京ユナイテッドFC       |
| 25 | 2020 | 東京武蔵野シティFC   | 1-0                | 法政大学           |                      |                          |
| 26 | 2021 | 駒澤大学             | 2-2 aet (PK 4 - 3) | 法政大学           | クリアソン新宿       | 東京武蔵野ユナイテッドFC |
| 27 | 2022 | 立正大学             | 1-0                | 国士舘大学         | 東京ユナイテッドFC   | 東京23FC                 |
| 28 | 2023 | クリアソン新宿       | 1-0                | 明治大学           | 法政大学             | 東京ユナイテッドFC       |
| 29 | 2024 | 横河武蔵野FC         | 1-1 aet (PK 5 - 4) | 日本大学           | 早稲田大学           | エリース東京FC           |
| 30 | 2025 | 法政大学             | 2-1                | 明治大学           | 南葛SC               | 東京23FC                 |

## チーム別成績
| チーム               | 優勝 回数 | 準優勝 回数 | 優勝年度                     | 準優勝年度                                     |
| -------------------- | --------- | ----------- | ---------------------------- | ---------------------------------------------- |
| 横河武蔵野FC※        | 5         | 8           | 2000, 2012, 2013, 2020, 2024 | 1997, 2001, 2003, 2004, 2005, 2008, 2010, 2014 |
| 明治大学             | 5         | 3           | 1998, 2007, 2009, 2014, 2019 | 2017, 2023, 2025                               |
| 法政大学             | 3         | 2           | 2001, 2006, 2025             | 2020, 2021                                     |
| 佐川急便東京SC       | 3         | 0           | 2003, 2004, 2005             |                                                |
| FC町田ゼルビア       | 2         | 1           | 2011, 2015                   | 2007                                           |
| 駒澤大学             | 2         | 1           | 2018, 2021                   | 2006                                           |
| 国士舘大学           | 2         | 1           | 2008, 2017                   | 2022                                           |
| 青山学院大学         | 2         | 0           | 1996, 1997                   |                                                |
| 早稲田大学           | 1         | 3           | 2016                         | 2000, 2015, 2019                               |
| 専修大学             | 1         | 1           | 1999                         | 2011                                           |
| 東京学芸大学         | 1         | 1           | 2002                         | 2009                                           |
| 東京ヴェルディユース | 1         | 0           | 2010                         |                                                |
| 立正大学             | 1         | 0           | 2022                         |                                                |
| クリアソン新宿       | 1         | 0           | 2023                         |                                                |
| 日本体育大学         | 0         | 2           |                              | 1996, 2013                                     |
| 慶應義塾大学         | 0         | 2           |                              | 1999, 2002                                     |
| 東京農業大学         | 0         | 1           |                              | 1998                                           |
| 東京23FC             | 0         | 1           |                              | 2012                                           |
| 明治学院大学         | 0         | 1           |                              | 2016                                           |
| 東京ユナイテッドFC   | 0         | 1           |                              | 2018                                           |
| 日本大学             | 0         | 1           |                              | 2024                                           |

- ※前身チームの戦績も含む。